# Plestin-les-Grèves
 Plestin-les-Grèves   (en bretón Plistin) es una población y comuna francesa, en la región de Bretaña, departamento de Côtes-d'Armor, en el distrito de Lannion y cantón de Plestin-les-Grèves.

## Demografía
| 2 794 | 2 912 | 3 018 | 3 222 | 3 237 | 3 413 | 3 615 |
| Para los censos de 1962 a 1999 la población legal corresponde a la población sin duplicidades (Fuente: INSEE [Consultar]) |       |       |       |       |       |       |